# Jean Payne
Pour les articles homonymes, voir Saint Jean et Payne.
Jean Payne, né vers 1532 à Peterborough, en Angleterre et mort le 2 avril 1582 à Chelmsford, est un prêtre catholique anglais arrêté et exécuté sous le règne d'Elizabeth Ire.

## Biographie
Né dans une famille passée à l'anglicanisme, lui-même a un âge avancé se convertit au catholicisme. Il souhaite par ailleurs devenir prêtre. Ne pouvant être formé en Angleterre il quitte son pays pour s'inscrire au collège anglais de Douai dans les Flandres. À la suite de sa formation il est ordonné prêtre le 7 avril 1576. Le même année il retourne dans son pays natal en compagnie d'une autre prêtre, Cuthbert Mayne. Il s'installe (ou plutôt se cache) à Ingatestone dans le Essex. Il se présente comme administrateur des biens d'Anne Petre, veuve de Sir William Petre et fille de William Browne, ancien maire de Londres. Il est plusieurs fois arrêté mais libéré grâce à des soutiens influents qu'il conservait. A l'occasion il se rend régulièrement à Douai et à Londres. Il aide ainsi plusieurs jeunes hommes comme ce fut le cas pour George Godsalve à revenir à la foi catholique et à se rendre à Douai s'ils souhaitent par ailleurs devenir prêtre eux-mêmes. À partir de janvier 1579, il exerce principalement son action depuis Londres caché par une famille restée catholique.
En 1581, alors qu'il se trouve dans le Warwickshire, il est dénoncé et arrêté. Interrogé, il est torturé à plusieurs reprises et, le 14 juillet, il est finalement emprisonné au château de Colchester puis dans la fameuse tour de Londres où il retrouve George Godsalve, qui lui à la suite de son procès sera exilé en France, sa proximité avec la feu reine Marie Ier d'Angleterre lui vaudra la vie sauve. Son procès est fixé pour le 22 mars 1582. Après un procès dont le verdict était connu d'avance il est condamné à mort. Le juge fixa Chelmsford comme lieu d'exécution. Le matin du lundi 2 avril 1582 (neuf mois après son arrestation), il est mis à mort par pendaison, éviscération et écartèlement, peine réservée aux traîtres. On raconte que, pris de pitié, des spectateurs du supplice se seraient suspendus à ses pieds lors de sa pendaison pour lui offrir une mort plus rapide et lui éviter les souffrances prévues par sa condamnation.

## Vénération
Jean Payne a été béatifié en 1929 par le pape Pie XI et canonisé le 25 octobre 1970 par le pape Paul VI. Il est fêté le 2 avril. Il est l'un des quarante martyrs d'Angleterre et du Pays de Galles.